# ماركيز غرين
ماركيز غرين (بالإنجليزية: Marques Green)‏ مواليد 18 مارس 1982 في بنسيلفانيا، هو لاعب كرة سلة أمريكي. بدأ مسيرته الاحترافية في سنة 2004. يلعب مع فريق إس إس فليتشي سكاندون في ليغا باسكيت الدرجة الأولى كلاعب هجوم خلفي. يحمل الرقم 4. يبلغ طوله 5 قدم 6 بوصة (1.7 م).

## المسيرة الاحترافية
لعب مع نانسي باسكت في الدوري الفرنسي من سنة 2005 في سنة 2007، ثم لعب مع إس إس فليتشي سكاندون في الدوري الإيطالي في موسم 2007–2008، ثم لعب مع فنربخشة لكرة السلة في الدوري التركي في موسم 2008–2009، ثم لعب مع فيكتوريا يبرتاس بيزارو في الدوري الإيطالي في موسم 2009–2010، ثم لعب مع إس إس فليتشي سكاندون من سنة 2010 إلى 2012، ثم لعب مع أولمبيا ميلانو في الدوري الإيطالي في سنة 2013.

## روابط خارجية
- ماركيز غرين على موقع الدوري الأوروبي لكرة السلة (الإنجليزية)
- ماركيز غرين على موقع كرة السلة الأوروبية.كوم (الإنجليزية)
- ماركيز غرين على موقع DraftExpress.com (الإنجليزية)
- ماركيز غرين على موقع كلية كرة السلة في سبورتس رفرنس.كوم (الإنجليزية)
- ماركيز غرين على موقع ريلجم (الإنجليزية)
- ماركيز غرين على موقع بروبوليرز (الإنجليزية)
- ماركيز غرين على موقع سبورتس رفرنس (الإنجليزية)